# Skåneland

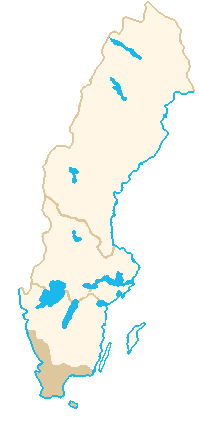
Mapa Szwecji oraz Bornholmu, z zaznaczonym w ciemniejszym kolorze obszarem Skåneland

Skåneland (ze szw.; duń. Skånelandene, łac. Terra Scaniae) – termin używany w kontekście historyczno-geograficznym na określenie południowej części Półwyspu Skandynawskiego, która na mocy traktatu w Roskilde (1658) na stałe przeszła w posiadanie Szwecji. Obszar ten obejmował byłe duńskie prowincje Blekinge, Halland oraz Skania. Niekiedy zalicza się tutaj także położoną na Bałtyku wyspę Bornholm, która jednak według postanowień traktatu w Kopenhadze (1660) została zwrócona Danii.